# Linken aan zaken
Linken aan zaken is een lied van de Nederlandse rappers Djaga Djaga en KA. Het werd in 2022 als single uitgebracht en stond in 2023 als negentiende track op het album Beschadigd van Djaga Djaga.

## Achtergrond
Linken aan zaken is geschreven door Jason Leonora, Ayoub Chemlali en Effs en geproduceerd door Effs. Het is een nummer dat past in de genres nederhop en drillrap. In het lied rappen de artiesten over hun positie in hun straatleven en andere zaken in hun leven. Het is de eerste en anno 2023 de enige keer dat de twee artiesten met elkaar samenwerken. 

## Hitnoteringen
De artiesten hadden bescheiden succes met het lied in Nederland. Het stond op de 53e plaats van de Single Top 100 in de enige week dat het in deze hitlijst te vinden was. De Top 40 en haar Tipparade werden niet bereikt.